# Старогольское сельское поселение
Старогольское се́льское поселе́ние — муниципальное образование в Новодеревеньковском районе Орловской области Российской Федерации.
Административный центр — село Старогольское.

## История
Статус и границы сельского поселения установлены Законом Орловской области от 12 мая 2004 года № 401-ОЗ «О статусе, границах и административных центрах муниципальных образований на территории Новодеревеньковского района Орловской области»

## Население
| 2010 | 2012 | 2013 | 2014 | 2015 | 2016 | 2017 |
| ---- | ---- | ---- | ---- | ---- | ---- | ---- |
| 886  | ↘861 | ↘857 | ↘852 | ↘832 | ↘801 | ↘790 |
| 2018 | 2019 | 2020 | 2021 | 2023 |      |      |
| ↘786 | ↘781 | ↘767 | ↘752 | ↘713 |      |      |

## Состав сельского поселения
| №  | Населённый пункт   | Тип населённого пункта       | Население |
| -- | ------------------ | ---------------------------- | --------- |
| 1  | Благодать          | деревня                      | ↘236      |
| 2  | Гоголь             | деревня                      | ↘28       |
| 3  | Гордоново          | деревня                      | 50        |
| 4  | Евлань             | деревня                      | 7         |
| 5  | Михайловка         | деревня                      | 0         |
| 6  | Пасынки            | деревня                      | ↘205      |
| 7  | Ртищево            | деревня                      | 8         |
| 8  | Сергеевка          | деревня                      | ↘18       |
| 9  | Серебряный Колодец | деревня                      | 20        |
| 10 | Смоленское         | деревня                      | 39        |
| 11 | Старогольское      | село, административный центр | ↗238      |
| 12 | Юрьев Лес          | деревня                      | 1         |
| 13 | Юрьевка            | деревня                      | ↘36       |